# Anna Paniszewa
Anna (Hanna) Paniszewa (ur. 15 listopada 1964 we wsi Niestierowszczyna) – polska działaczka społeczna i oświatowa na Białorusi, dziennikarka, założycielka Klubu Inteligencji Katolickiej w Brześciu i Polskiej Harcerskiej Szkoły Społecznej im. R. Traugutta w Brzesciu, w latach 2012–2013 p.o. prezesa Oddziału Brzeskiego Związku Polaków na Białorusi w nieuznawanym przez białoruskie władze zarządzie organizacji obwodowej.

## Życiorys
Anna Paniszewa, córka Wiktora, urodziła się 15 listopada 1964 roku we wsi Niestierowszczyna (biał. Несцераўшчына) rejonu dokszyckiego obwodu witebskiego na Białorusi. Ukończyła studia dzienne Białoruskiego Państwowego Uniwersytetu w Mińsku o specjalności historia w 1986 roku. Po studiach pracowała jako nauczycielka historii oraz socjologii. 
Od roku 2004 do roku 2013 była członkiem zarządu Związku Polaków na Białorusi (ZPB). Od roku 2012 do maja 2013 roku pełniła obowiązki prezesa oddziału ZPB obwodu brzeskiego i reprezentowała ZPB na międzynarodowych konferencjach naukowych. Od roku 2012 założycielka i wieloletni (2004-2019) prezes Klubu Inteligencji Katolickiej w Brześciu, techniczny redaktor pisma „Brześć Katolicki” w latach 2010, 2011. 
W roku szkolnym 2007/2008 zadbała o udział uczniów Polskiej Szkoły Społecznej w Brześciu w Programie Edukacyjnym Instytutu Pamięci Narodowej w Warszawie „Opowiem Ci o wolnej Polsce. Rozmowa ze świadkiem historii”. Owocem tej pracy stał się film o historii Związku Obrońców Wolności (ZOW) polskiej organizacji młodzieżowej działającej na Polesiu w latach 1945–1948. Realizowała program „Korona polskiego wychowania” we współpracy z Fundacją Szczęśliwe Dzieciństwo” w Lublinie w latach 2014–2016. Współzałożycielka Forum Polskich Inicjatyw Lokalnych Brześcia i Obwodu Brzeskiego w roku 2013. Dyrektor Brzeskiego Forum Polskich Inicjatyw Lokalnych od roku 2015. Założycielka Polskiej Harcerskiej Szkoły Społecznej im. R. Traugutta w Brześciu w roku 2015. 
Ukończyła studia podyplomowe (2005-2007) z historii oraz języka polskiego na Uniwersytecie Marii Curie-Skłodowskiej w Lublinie. Aktywna w życiu społecznym. Od roku 2007 do roku 2016 była koordynatorem Lubelskiego Jarmarku Jagiellońskiego na Białorusi, za co została uhonorowana medalem pamiątkowym Prezydenta Lublina w roku 2017. Stale współpracuje z Urzędem Miasta Lublina w dziedzinie kultury jako organizatorka oraz tłumaczka. Działa na pograniczu polsko-białoruskim w sferze edukacji oraz kultury. 
Przetłumaczyła na język białoruski 50 wierszy Marii Konopnickiej o tematyce kościuszkowskiej we współpracy z Polską Fundacją Kościuszkowską w Warszawie, za co została odznaczona medalem tej fundacji. Od roku 2004 do roku 2015 regularnie pisała teksty do pisma polskiego, wydawanego w Brześciu, kwartalnika „Echa Polesia”. Jest jedną z autorów zbiorowej pracy projektu Katalogu miejsc pamięci narodowej obwodu brzeskiego. Od roku 2012 jest redaktorem polskiego pisma – kwartalnika „Harcerz Brześcia”, redaktorem strony forumbrzeskie.by. Od 2009 roku jest członkiem, a od 2012 członkiem zarządu Światowej Rady Badań nad Polonią. Pomysłodawca i organizator brukowania placu Romualda Traugutta w Szostakowie w roku 2014.
W marcu 2021 roku została zatrzymana przez białoruskie władze pod zarzutem szerzenia nienawiści na tle narodowościowym i osadzona w więzieniu. Zatrzymanie miało związek ze zorganizowaniem przez nią Dnia Żołnierzy Wyklętych. Dzięki zaangażowaniu prezydenta Andrzeja Dudy i polskich służb konsularno-dyplomatycznych odzyskała wolność i 25 maja przyjechała do Polski.

## Galeria

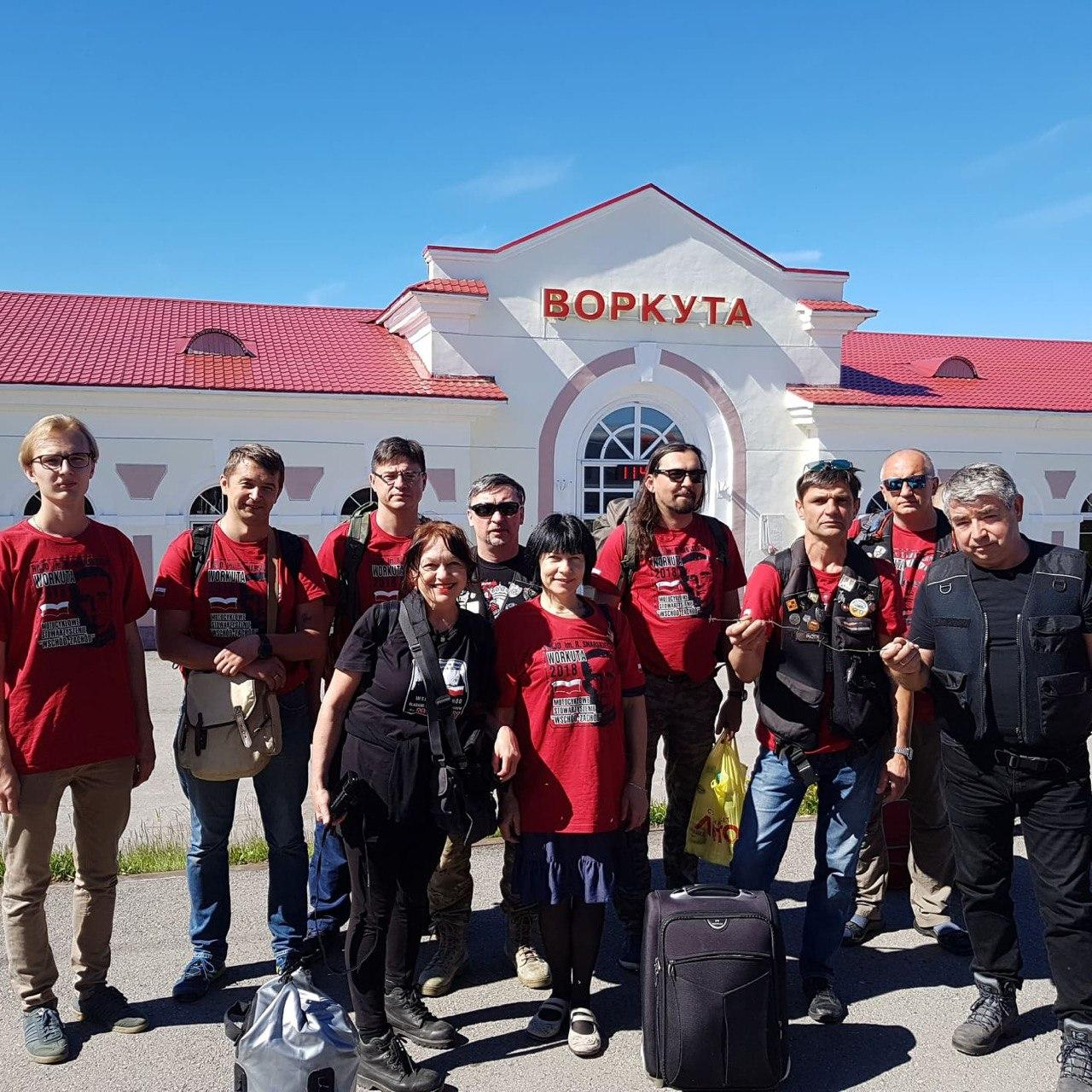
Podczas Rajdu do Workuty, 2018 rok
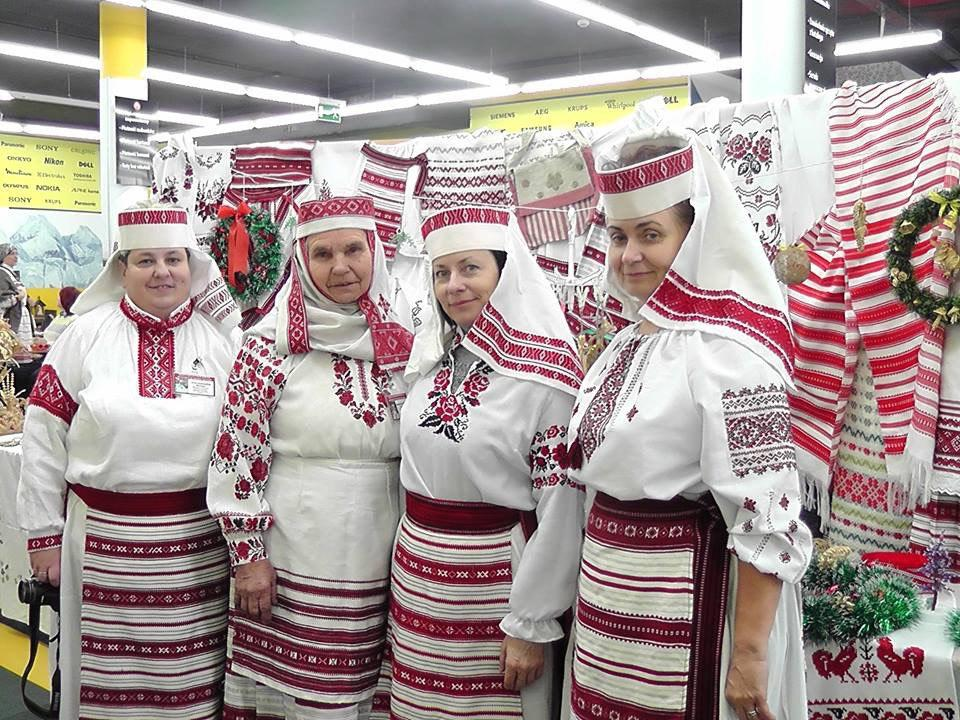
Na jarmarku w Siedlcach, 2015 rok
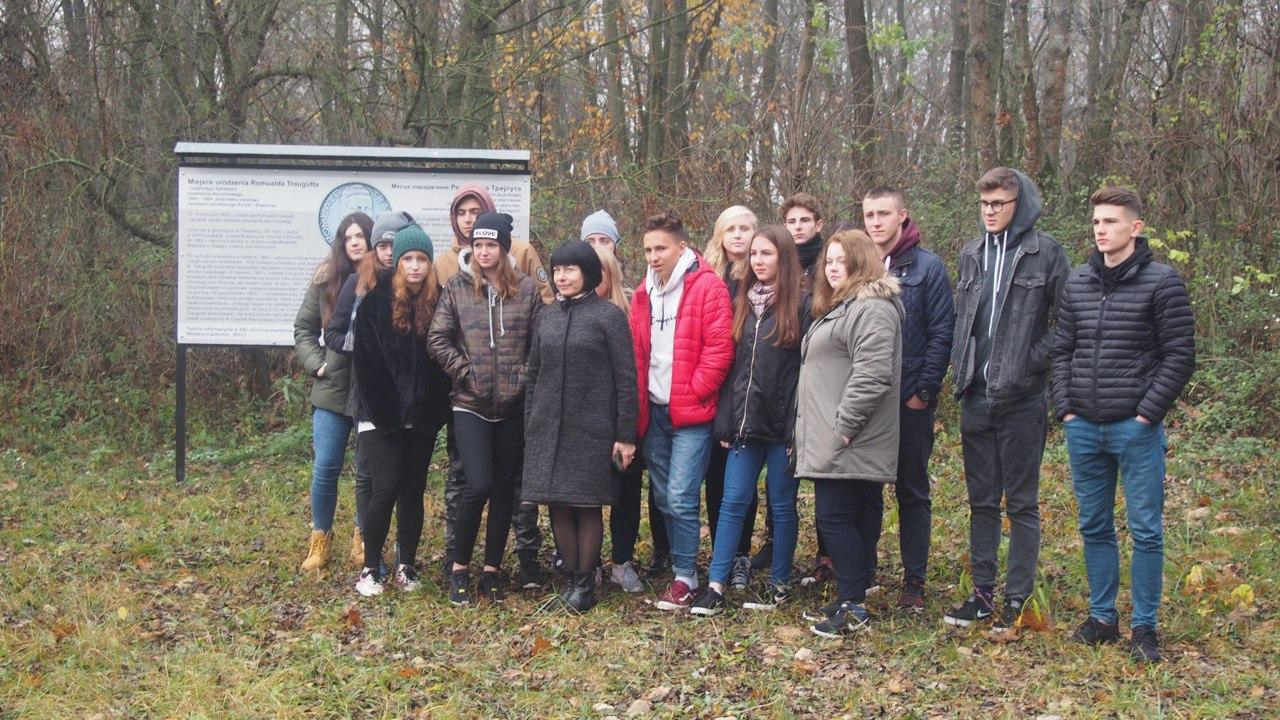
Z młodzieżą z Grodziska Wielkopolskiego na placu R. Traugutta w Szostakowie, 2018 rok